# Sauga
Sauga es un municipio estonio perteneciente al condado de Pärnu.
A 1 de enero de 2016 tiene 4071 habitantes en una superficie de 164,8 km².
En la capital municipal Sauga vive la tercera parte de la población. El resto de la población municipal vive en las siguientes diez pequeñas localidades rurales: Eametsa, Kiisa, Kilksama, Nurme, Pulli, Räägu, Rütavere, Tammiste, Urge y Vainu.
Se sitúa al norte de la ciudad de Pärnu sobre la carretera 4.